# Vodna turbina
Vodna turbina je energetski stroj u kojem se potencijalna energija vode najprije pretvara u kinetičku energiju, a zatim se kinetička energija pretvara u mehanički rad za pogon električnog generatora. Konstrukcijski se ne razlikuje od ostalih turbina, i u osnovi se sastoji od kućišta sa statorskim lopaticama, te rotora (turbina). U reakcijskoj (pretlačnoj) turbini zakretni je moment rotora posljedica sile koja nastaje promjenom količine gibanja i djelovanjem reakcijske sile uvjetovane razlikom tlaka, Coriolisovom silom i drugim. U akcijskoj turbini (impulsna turbina ili turbina slobodnoga mlaza) zakretni je moment rotora posljedica sile koja nastaje samo promjenom količine gibanja zbog skretanja mlaza u rotoru. Ovisno o smjeru strujanja vode, reakcijske turbine mogu biti radijalne, aksijalne, radijalno-aksijalne i dijagonalne, dok su akcijske turbine tangencijalne. Za iskorištavanje vodnih potencijala s malim geodetskim padovima i velikim protocima rabi se aksijalna Kaplanova turbina i cijevna turbina (snage do 250 MW), sa srednjim geodetskim padovima i protocima dijagonalna Deriazova turbina (snage do 350 MW) te radijalna ili radijalno-aksijalna Francisova turbina (snage do 1000 MW), a s velikim geodetskim padovima i razmjerno malenim protocima tangencijalna Peltonova turbina (snage do 250 MW). Pumpno-turbinski stroj vrsta je vodne turbine, koja može raditi kao pumpa u doba manje potrošnje električne energije, kada višak električne energije pretvara u potencijalnu energiju vode, pumpajući ju na višu razinu, ili kao turbina u doba vršne potrošnje električne energije.

## Povijest
Vodeničko kolo se koristilo tisućama godina za dobivanje industrijske snage. Glavni nedostatak vodeničkog kola je veličina, koja ograničava iskoristivi protok i tlak. Prijelaz s vodeničkog kola na moderne turbine je trajao stotinjak godina. Razvoj turbina se zbio za vrijeme industrijske revolucije, upotrebom znanstvenih principa i metoda. Također su u velikom broju primjenjivani novi materijali i nove metode proizvodnje razvijene u tom razdoblju.

### Vrtlog
Riječ turbina je osmislio francuski inženjer Claude Burdin početkom 19. stoljeća i dolazi od latinske riječi za vrtloženje ili vir. Glavna razlika između prvih vodnih turbina i vodeničkog kola je vrtložna komponenta gibanja vode koja daje energiju rotoru. Ta dodatna komponenta gibanja omogućava da turbina bude manjih dimenzija od vodnog kola iste snage. Zbog većih brzina vrtnje, protok vode je veći i mogu iskoristiti puno veći tlak (kasnije su razvijene impulsne turbine koje ne koriste vrtloženje vode).

### Vremenski tok razvoja
Već od 1. stoljeća prije Krista, stari su Grci i Rimljani upotrijebljavali vodeničko kolo, prethodnika vodne turbine, za mljevenje žita.
Primitivna vodna turbina (koja je imala vodna kola sa zakrivljenim lopaticama na koje je aksijalno bio usmjeren mlaz vode upotrebljavala se u mlinovima) prvi je puta opisana u arapskom tekstu napisanom u 9. stoljeću za vrijeme arapske poljoprivredne revolucije.
Johann Andreas von Segner razvio je reaktivnu vodnu turbinu sredinom 18. stoljeća. Imala je vodoravnu os i bila je preteča modernim vodnim turbinama. Vrlo je jednostavan stroj koji se proizvodi još i danas za upotrebu u malim hidro-postrojenjima. Segner je radio s Eulerom na ranim matematičkim teorijama konstrukcija turbine.
1820. - Jean-Victor Poncelet razvija turbinu s unutrašnjim tokom.
1826. - Benoit Fourneyron razvija turbinu s vanjskim tokom. Bio je to učinkovit stroj (oko 80%) koji je slao vodu kroz rotor s lopaticama zakrivljenim u samo jednom smjeru. Stacionarni ispusni otvor je također imao zakrivljene vodilice.  
1844. - Uriah A. Boyden razvija turbinu s vanjskim tokom koja poboljšava učinkovitost Fourneyronove turbine. Oblik njenog rotora je bio sličan rotoru Francisove turbine.
1849. - James B. Francis poboljšava efikasnost reaktivne turbine s unutrašnjim tokom na preko 90%. Također provodi detaljna ispitivanja razvija inženjerske metode konstrukcija turbine. Francisova turbina, nazvana po njemu, je prva moderna vodna turbina. Još uvijek je najšire primjenjivana vodna turbina na svijetu. Također se naziva turbinom radijalnog toka, jer voda teče od vanjske obodnice prema središtu rotora.
Vodne turbine unutrašnjeg toka imaju bolju mehaničku konstrukciju i sve su moderne reaktivne vodne turbine takve. Kako voda vrtloži prema unutra, ona ubrzava i prenosi energiju rotoru. Tlak vode pada na atmosferski, ili u nekim slučajevima na tlak niži od tlaka atmosfere, kako voda prolazi preko lopatica turbine i gubi energiju.
Oko 1890. izumljen je hidraulički ležaj, koji se danas univerzalno koristi kao oslonac vratila teških vodih turbina. 2002. se ispostavilo da je prosječno vrijeme između kvarova hidrauličkih ležajeva oko 1 300 godina. 
Oko 1913. Viktor Kaplan je razvio Kaplan turbinu, stroj propelernog tipa. Bilo je to poboljšanje Francisove turbine koje je omogućilo razvoj hidro-postrojenja niskog tlaka.

#### Nove ideje
Svi su uobičajeni vodni strojevi do kasnog 19. stoljeća (uključujući vodeničko kolo) bili impulsni strojevi; tlak vode je djelovao na stroj i uzrokovao rad. Kod reaktivne turbine potrebno je u potpunosti zadržati vodu prilikom prijenosa energije.
1866. Samuel Knight je izumio stroj koji je poboljšao sistem iskorištavanja impulsa. Potaknut visokotlačnim mlaznim sustavom, koji se upotrebljavao pri hidrauličkom rudarenju zlata, Knight je razvio kolo s lopaticama za primanje energije slobodnog mlaza, koje je pretvaralo visoki tlak vode u kinetičku energiju. Takva konstrukcija se naziva impulsnom ili tangencijalnom turbinom. Brzina vode, otprilike dva puta veća od brzine lopatica na obodu kola, čini U-zaokret na lopatici i izlazi iz rotora pri niskoj brzini.
1879. Lester Pelton (1829. – 1908.) je eksperimentirajući s Knightovim kolom razvio Peltonovo kolo, koje je izbacivalo vodu na stranu pritom smanjujući gubitak energije Knightovog kola, koje je dio vode vraćalo prema sredini kola. Otprilike 1895. William Doble je poboljšao Peltonov polucilindrični oblik lopatice eliptičnom lopaticom s prorezom u sredini koji je omogućavao mlazu lakši ulaz u lopaticu. To je moderni oblik Peltonove turbine koji danas postiže učinkovitost do 92%. Pelton je bio veliki zagovornik Dobleovog dizajna, i iako je Doble kasnije preuzeo Peltonovu tvrtku, nije promijenio ime zbog prepoznatljivosti marke.
Turgo i Bankijeve turbine su kasnije impulsne konstrukcije.

## Način rada
Tok vode se usmjerava na lopatice rotora turbine, stvarajući silu na lopaticama. Uzevši u obzir da se rotor vrti, sila djeluje na putu (sila koja djeluje na putu je definicija rada). Na taj način energija se prenosi s toka vode na turbinu.  
Vodne turbine se dijele na dvije skupine: reaktivne turbine i impulsne turbine.

### Reaktivne turbine
Na reaktivne turbine dolazi voda, čiji se tlak mijenja kako prolazi kroz turbinu i predaje svoju energiju. Moraju biti u kučištu da bi se održao tlak vode (ili vlak), ili moraju biti u potpunosti uronjene u vodenom toku.
3. Newtonov zakon opisuje prijenos energije za reaktivne turbine.  
Od većine vodnih turbina, u upotrebi su reaktivne turbine i koriste se pri niskom ili srednjem hidrostatskom tlaku. U reaktivnoj turbini pad tlaka se pojavljuje na stacionarnim i pokretnim lopaticama.

### Impulsne turbine
Impulsne turbine mijenjaju brzinu vodenog mlaza. Mlaz udara na zakrivljene lopatice turbine koje mijenjaju smjer mlaza. Rezultirajuća promjena količine gibanja (impuls_sile) uzrokuje silu na lopaticama turbine. Zbog vrtnje turbine, sila djeluje na put, rad i preusmjereni vodeni tok ima smanjenu energiju.  
Prije udara u lopatice turbine, mlaznica pretvara pritisak vode (potencijalna energija) u kinetičku energiju i usmjerava ju na turbinu. Na lopaticama turbine ne dolazi do promjene tlaka, pa turbini nije potrebno kućište za rad.
3. Newtonov zakon opisuje prijenos energije kod impulsnih turbina.
Impulsne turbine se najčešće koriste pri visokom hidrostatskom tlaku.

### Snaga
Snaga dobivena iz struje vode je:
{\displaystyle P=\eta \cdot \rho \cdot g\cdot h\cdot {\dot {q}}}
gdje su:
- {\displaystyle P=} snaga (J/s ili W)
- {\displaystyle \eta =} učinkovitost turbine
- {\displaystyle \rho =} gustoća vode (kg/m³)
- {\displaystyle g=} gravitacijsko ubrzanje (9,81 m/s²)
- {\displaystyle h=} visina (m). Za mirujuću vodu to je razlika između ulazne i izlazne površine. Gibajuća voda ima dodatnu komponentu koja se uračunava za kinetičku energiju toka. Ukupni tlak je jednak sumi statičke i dinamičke komponente tlaka.
- {\displaystyle {\dot {q}}=} protok (m³/s)

### Reverzibilni spremnici
Postoje vodne turbine dizajnirane za reverzibilne hidroelektrane. U mogućnosti su promijeniti smjer toka i raditi kao pumpa da napune visinski spremni za vrijeme niske potrošnje struje, te se kasnije prebaciti na turbinski režim rada za dobivanje energije za vrijeme visoke potrošnje struje. Takvi tipovi turbina su obično Deriazova turbina ili Francisova turbina.

### Učinkovitost
Velike moderne vodne turbne rade sa stupnjem efikasnosti većim od 90% (razlikovati od stupnja iskorištenja).

## Vrste vodnih turbina
Reaktivne turbine:
- Francisova turbina
- Kaplanova turbina
- Tysonova turbina, Gorlova turbina
- Vodeničko kolo
- Arhimedov vijak

Impulsne turbine:
- Peltonova turbina
- Turgo turbina
- Turbina s križnim protokom: Ossberger turbina, Banki turbina
- Jonvalova turbina
- Teslina turbina

## Konstrukcija i primjena
Odabir turbine temelji se uglavnom na raspoloživom tlaku vode, a manje na raspoloživom protoku. Uglavnom se impulsne turbine koriste za postrojenja visokog hidrostatskog tlaka, a reaktivne turbine za postrojenja niskog hidrostatskog tlaka. Kaplan turbine s podesivim nagibom lopatica su primjerene za širok spektar uvjeta toka i tlaka, jer u tim uvjetimo postižu najvišu učinkovitost.
Male turbine (ispod 10 MW) mogu imati vodoravne osovine, a čak i veće turbine do 100 MW mogu imati vodoravnu osovinu. Vrlo veliki Francisovi i Kaplanovi strojevi uglavnom imaju okomite osovine, jer se tako najbolje iskorištava raspoloživi tlak, te je takva ugradnja generatora ekonomičnija. Peltonova kola mogu imati ili okomite ili vodoravne osovine, jer je veličina stroja puno manja od raspoloživog tlaka. Neke impulsne turbine koriste višestruke mlazove vode na jednom rotoru u svrhu povećanja specifične brzine i balansiranja osovine.

### Standardni rasponi pieziometričkih visina
- Vodno kolo                0.2 < H < 4   (H = pijeziometarska visina u m)
- Arhimedov vijak           1 < H < 10
- Kaplan turbina            2 < H < 40
- Francisova turbina        10 < H < 350
- Peltonovo kolo            50 < H < 1300
- Turgo turbin              50 < H < 250

### Specifična brzina
Specifična brzina {\displaystyle n_{s}} turbine karakterizira oblik turbine na način koji nije vezan za njenu veličinu. To omogućava da nova konstrukcija turbine bude određena postojećom konstrukcijom poznatih radnih svojstava. Specifična brzina je također glavni kriterij za određivanje pravilnog tipa turbine za određeno hidro-postrojenje. Specifična brzina je brzina turbine po jedinici pieziometričke visine kada proizvodi jedinicu snage.

## Održavanje
Turbine su konstruiranje da rade desetljećima uz vrlo malo održavanja glavnih elemenata; remont se izvršava u intervalu od nekoliko godina. Održavanje rotora i dijelova izloženih vodi uključuju odstranjivanje, inspekciju i popravak istrošenih dijelova. 
Uobičajeno trošenje uključuje kavitaciju, pucanje zbog umora materijala i abraziju zbog krutih čestica u vodi. Čelični elementi se popravljaju zavarivanjem. Oštećena područja se izrezuju ili bruse, pa kasnije zavaruju natrag na originalni ili poboljšani profil. Starim rotorima turbina se može na taj način dodati velika količina nehrđajućeg čelika do kraja njihovog radnog vijeka. Složeni postupci zavarivanja se mogu koristiti za postizanje popravaka najviše kvalitete.
Ostali elementi koji zahtijevaju inspekciju i popravke tijekom remonta su ležajevi, kućište i rukavci osovine, servomotori, rashladni sustav za ležajeve i zavojnice generatora i sve površine.

## Vanjske poveznice
- Turbina Hrvatska tehnička enciklopedija, portal hrvatske tehničke baštine. LZMK